# Gandálfr
Gandálfr è un Dvergr (nano norreno) che nella mitologia norrena, comparve nel poema Völuspá, nonché un re norreno le cui gesta sono descritte nell'Heimskringla.

## Etimologia
Il suo nome deriva dalle antiche parole scandinave "gandr" (bastone magico) e da "álfr" (elfo). Può essere tradotto come: "Elfo ingannatore" o "Elfo conoscitore di magie". Dunque è uno spirito protettivo che brandisce una bacchetta magica.

## Fonti primarie
Compare nella Völuspá, parte dell'Edda poetica alla strofa 12, enumerato nella genealogia dei Dvergar.
Lo stesso nome venne anche utilizzato per il re del Vingulmǫrk nell'Heimskringla, parte dell'Edda in prosa, dove vengono menzionati suo padre, re Álfgeirr e tre figli, Haki, Hýsingr e Helsingr.
I figli di Gandálfr fanno apparizione anche nel mito di Sigfridoː secondo la Norna-Gests þáttr, il re Sigurðr Hringr richiese un tributo a Sigfrido e alla sua gente; quando quest'ultimo si rifiutò, il re gli inviò contro un'armata guidata dai figli di Gandálfr. Sigfrido affrontò il loro alleato, il gigante Starkaðr, che di fronte all'eroe fuggì riportando orribili ferite; secondo il Flateyjarbók, dopo aver perso due denti.

## Cultura moderna

### Dediche
Alla figura mitologica è stato dedicato il cratere Gandalfr, sulla luna Callisto.

### Letteratura
J.R.R. Tolkien, scrittore de Il Signore degli Anelli decise di nominare il suo mago Gandalf, ma inizialmente il nome venne utilizzato per il capo dell'ordine dei nani (in seguito modificato in Thorin Scudodiquercia).